# 德士敦
德士敦（John Lawrence Thurston，1874年—1904年）美国雅礼协会的创始人之一和第一位来华传教士。
1898年，德士敦毕业于耶鲁大学。1900年義和團事件中，毕得经（Horace Tracy Pitkin；1869-1900）等耶魯畢業生在中国被杀。1901年初，耶鲁大学1898级的四位毕业生德士敦（John Lawrence Thurston）、阿瑟（Arthur Williams）、席比义（Warren Seabury）和盖葆耐（Brownell Gage），在校务卿斯多克（Anson Phelps Stokes）的家中聚会，热切讨论，商定到海外传教。他們選擇去中國開展事業，向毕得经致敬。随后，他们组成了雅礼协会。
1902年10月,雅礼协会选派德士敦携新婚妻子德本康（Matilda Calder Thurston）夫妇来华，筹办学校,选定湖南长沙为办学地点。湖南境内十多个差会的代表在长沙开会，议决邀请雅礼协会来长沙办学。
1903年，德士敦因患肺结核回到美国，次年在加州去世。

## 传记
A Life with a Purpose; A Memorial of John Lawrence Thurston, First Missionary of the Yale Mission（作者: Wright, Henry B. 2010年出版，ISBN: 9781140334651